# Tandarai
Tandarai är en ort i Indien.   Den ligger i distriktet Tiruvannamalai och delstaten Tamil Nadu, i den södra delen av landet, 1 800 km söder om huvudstaden New Delhi. Tandarai ligger 129 meter över havet och antalet invånare är 5 201.
Terrängen runt Tandarai är platt. Runt Tandarai är det tätbefolkat, med 511 invånare per kvadratkilometer. Närmaste större samhälle är Tiruvannamalai, 14,3 km nordväst om Tandarai. Omgivningarna runt Tandarai är en mosaik av jordbruksmark och naturlig växtlighet.